# 大阿尔默罗德
大阿尔默罗德（德語：Großalmerode，發音：[ˌɡʁoːsʔalməˈʁoːdə] ⓘ）是德国黑森州卡塞尔行政区威拉-迈斯讷县的城市，面积37.59平方千米，2023年12月31日人口为6,226人。